# Sosnovka (Bekovski)
|  | Per a altres significats, vegeu «Sosnovka». |

Sosnovka - Сосновка (rus) és un poble de l'óblast de Penza. Rússia. El 2011 tenia 1.296 habitants.